# 合江街道
合江街道，中华人民共和国湖南省衡阳市石鼓区下属的一个街道，位于衡阳市区中心，石鼓区中部。

## 建制沿革
- 1988年，析五一街道置合江街道。

## 行政区划
合江街道下辖8个社区、3个行政村：
- 合江路社区、同心路社区、合江村社区、柏树嘴社区、七里井社区、五里牌社区、江雁一社区、江雁二社区
- 五一村、友爱村、江霞村